# Nunta (film din 2004)
A nu se confunda cu Nunta (film din 1973)
Nunta (în poloneză Wesele) este un film din 2004 de Wojciech Smarzowski. A primit o mențiune specială a juriului la Festivalul Internațional de Film de la Karlovy Vary în 2005.

## Distribuție
- Marian Dziedziel - Wojnar, the Kasia's father
- Iwona Bielska - Eluśka, Kasia's mother
- Tamara Arciuch - Kasia
- Bartłomiej Topa – Janusz, Kasia's husband
- Maciej Stuhr – Cameraman Mateusz
- Wojciech Skibiński – Wincenty Mróz, Eluśka's dad and Kasia's grandfather
- Paweł Wilczak – brother to the priest and a gangster
- Andrzej Beja-Zaborski - Adam, the priest
- Lech Dyblik – uncle Edek Wąs
- Jerzy Rogalski – uncle Mundek
- Agnieszka Matysiak – aunt Hela
- Tomasz Sapryk – sergent Styś
- Arkadiusz Jakubik - notary Jan Janocha
- Pawel Gędłek - Ciapara